# Giaura lia
Giaura lia är en fjärilsart som beskrevs av Louis Beethoven Prout 1927. Giaura lia ingår i släktet Giaura och familjen trågspinnare. Inga underarter finns listade i Catalogue of Life.